# Hito Tripartito

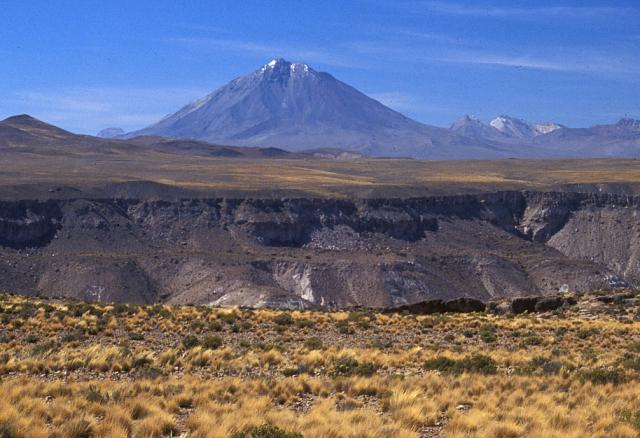
En las cercanías del volcán Tacora, se encuentra el trifinio.

El Hito Tripartito es un trifinio donde se juntan las fronteras de Chile, Perú y Bolivia. Este punto geográfico se ubica a unos 8 kilómetros al norte de Visviri, el poblado más septentrional de Chile. Sus coordenadas son 17°29′S 69°18′O / -17.483, -69.300. También es el punto más septentrional del país en general.
Se encuentra ubicado dentro de la comuna de General Lagos, en la región de Arica y Parinacota. Todos los domingos se realiza la "Feria del Hito Trifinio", también conocida como "feria fantasma", donde la población aimara de la zona se reúne para intercambiar productos, artesanías tradicionales y degustar comida típica. Uno de sus productos más codiciados es el cocoroco, licor producido en Bolivia, que tiene entre 93° y 96° grados de alcohol.
Esta frontera quedó demarcada con el Tratado de Lima de 1929, que cedió la provincia de Tacna a Perú. Desde ese entonces, éste ha sido el sector donde convergen los tres países.